# Janzenia gauldi
Janzenia gauldi är en stekelart som beskrevs av Marsh 1993. Janzenia gauldi ingår i släktet Janzenia och familjen bracksteklar. Inga underarter finns listade i Catalogue of Life.